# Зелюв
Зе́лів або Зелюв (пол. Zelów) — місто в південно-центральній Польщі. Належить до Белхатовського повіту Лодзького воєводства.

## Відомі особистості
В поселенні народився:
- Юсов Федір Сергійович (1915—1998) — чеський євангелічний священник і солдат.
- Ян Єлінек (1912—2008) — чеський євангелічний священник.

## Демографія
Демографічна структура станом на 31 березня 2011 року:
|          | Загалом | Допрацездатний вік | Працездатний вік | Постпрацездатний вік |
| -------- | ------- | ------------------ | ---------------- | -------------------- |
| Чоловіки | 3840    | 767                | 2691             | 382                  |
| Жінки    | 4083    | 690                | 2409             | 984                  |
| Разом    | 7923    | 1457               | 5100             | 1366                 |